# Primi ministri del Nepal
I Primi ministri del Nepal (in nepalese प्रधानमन्त्री, Pradhānamantrī) si sono succeduti dal 1799. 
Tra il 1846 ed il 1951 è stata trasmessa in modo ereditario all'interno della famiglia Rana, accompagnata dal titolo di Śrī Śrī Śrī Mahārāja (Tre volte grande Re). All'infuori di questo periodo, durante il quale l'istituzione monarchica risultava puramente nominale, il sovrano si è più volte riservato di intervenire ed esercitare direttamente il potere esecutivo esautorando il governo.
Il primo capo del Governo ad essere democraticamente eletto è stato Bishweshwar Prasad Koirala (1959), che è stato deposto ed imprigionato dopo pochi mesi. Le prime elezioni libere sono avvenute nel 1990, anche se da allora non sono mancati gli episodi di autoritarismo da parte della monarchia (abolita dal 2008).

## Lista

### Regno del Nepal
| Inizio mandato    | Fine mandato      | Primo ministro                     | Partito | Mandato |
| ----------------- | ----------------- | ---------------------------------- | ------- | ------- |
| 1799              | 1804              | Damodar Pande                      | –       | I       |
| 1804              | 25 aprile 1806    | Rana Bahadur Shah                  | –       | I       |
| aprile 1806       | 1837              | Bhimsen Thapa                      | –       | I       |
| 1837              | –                 | Rana Jang Pande                    | –       | I       |
| 1837              | 1838              | Ranga Nath Poudyal                 | –       | I       |
| 1838              | 1839              | Puskar Shah                        | –       | I       |
| 1839              | 1840              | Rana Jang Pande                    | –       | II      |
| 1840              | –                 | Ranga Nath Poudyal                 | –       | II      |
| novembre 1840     | gennaio 1843      | Fateh Jang Chautaria               | –       | I       |
| 28 novembre 1843  | 17 maggio 1845    | Madhabar Singh Thapa               | –       | I       |
| settembre 1845    | 14 settembre 1846 | Fateh Jang Chautaria               | –       | II      |
| 15 settembre 1846 | 1º agosto 1856    | Jang Bahadur Kunwar Rana           | –       | I       |
| 1º agosto 1856    | 25 maggio 1857    | Bam Bahadur Kunwar Rana            | –       | I       |
| 25 maggio 1857    | 28 giugno 1857    | Krishna Bahadur Kunwar Rana        | –       | I       |
| 28 giugno 1857    | 25 febbraio 1877  | Jang Bahadur Kunwar Rana           | –       | II      |
| 27 febbraio 1877  | 22 novembre 1885  | Ranaodhip Singh Bahadur Rana       | –       | I       |
| 22 novembre 1885  | 5 marzo 1901      | Bir Shamsher Jang Bahadur Rana     | –       | I       |
| 5 marzo 1901      | 27 giugno 1901    | Deva Shamsher Jang Bahadur Rana    | –       | I       |
| 27 giugno 1901    | 26 novembre 1929  | Chandra Shamsher Jang Bahadur Rana | –       | I       |
| 26 novembre 1929  | 1º settembre 1932 | Bhim Shamsher Jang Bahadur Rana    | –       | I       |
| 1º settembre 1932 | 29 novembre 1945  | Juddha Shamsher Jang Bahadur Rana  | –       | I       |
| 29 novembre 1945  | 30 aprile 1948    | Padma Shamsher Jang Bahadur Rana   | –       | I       |
| 30 aprile 1948    | 12 novembre 1951  | Mohan Shamsher Jang Bahadur Rana   | –       | I       |
| 16 novembre 1951  | 14 agosto 1952    | Matrika Prasad Koirala             | NC      | I       |
| 14 agosto 1952    | 15 giugno 1953    | Tribhuvan Bir Bikram Shah Dev      | –       | I       |
| 15 giugno 1953    | 14 aprile 1955    | Matrika Prasad Koirala             | RP      | II      |
| 14 aprile 1955    | 27 gennaio 1956   | Mahendra Bir Bikram Shah Dev       | –       | I       |
| 27 gennaio 1956   | 26 luglio 1957    | Tanka Prasad Acharya               | PP      | I       |
| 26 luglio 1957    | 15 novembre 1957  | Kunwar Indrajit Singh              | UDP     | I       |
| 15 maggio 1958    | 27 maggio 1959    | Subarna Shamsher Jang Bahadur Rana | NC      | I       |
| 27 maggio 1959    | 15 dicembre 1960  | Bishweshwar Prasad Koirala         | NC      | I       |
| 15 dicembre 1960  | 2 aprile 1963     | Mahendra Bir Bikram Shah Dev       | –       | II      |
| 26 dicembre 1960  | 23 dicembre 1963  | Tulsi Giri                         | –       | I       |
| 23 dicembre 1963  | 26 febbraio 1964  | Surya Bahadur Thapa                | –       | I       |
| 26 febbraio 1964  | 26 gennaio 1965   | Tulsi Giri                         | –       | II      |
| 26 gennaio 1965   | 7 aprile 1969     | Surya Bahadur Thapa                | –       | II      |
| 7 aprile 1969     | 13 aprile 1970    | Kirti Nidhi Bista                  | –       | I       |
| 13 aprile 1970    | 14 aprile 1971    | Mahendra Bir Bikram Shah Dev       | –       | III     |
| 13 aprile 1970    | 14 aprile 1971    | Gehendra Bahadur Rajbhandari       | –       | I       |
| 14 aprile 1971    | 16 luglio 1973    | Kirti Nidhi Bista                  | –       | II      |
| 16 luglio 1973    | 1º dicembre 1975  | Nagendra Prasad Rijal              | –       | I       |
| 1º dicembre 1975  | 12 settembre 1977 | Tulsi Giri                         | –       | III     |
| 12 settembre 1977 | 30 maggio 1979    | Kirti Nidhi Bista                  | –       | III     |
| 30 maggio 1979    | 12 luglio 1983    | Surya Bahadur Thapa                | –       | III     |
| 12 luglio 1983    | 21 marzo 1986     | Lokendra Bahadur Chand             | –       | I       |
| 21 marzo 1986     | 15 giugno 1986    | Nagendra Prasad Rijal              | –       | II      |
| 15 giugno 1986    | 6 aprile 1990     | Marich Man Singh Shrestha          | –       | I       |
| 6 aprile 1990     | 19 aprile 1990    | Lokendra Bahadur Chand             | –       | II      |
| 19 aprile 1990    | 26 maggio 1991    | Krishna Prasad Bhattarai           | NC      | I       |
| 26 maggio 1991    | 30 novembre 1994  | Girija Prasad Koirala              | NC      | I       |
| 30 novembre 1994  | 12 settembre 1995 | Man Mohan Adhikari                 | CPN-UML | I       |
| 12 settembre 1995 | 12 marzo 1997     | Sher Bahadur Deuba                 | NC      | I       |
| 12 marzo 1997     | 7 ottobre 1997    | Lokendra Bahadur Chand             | RPP-C   | III     |
| 7 ottobre 1997    | 15 aprile 1998    | Surya Bahadur Thapa                | RPP-T   | IV      |
| 15 aprile 1998    | 31 maggio 1999    | Girija Prasad Koirala              | NC      | II      |
| 31 maggio 1999    | 22 marzo 2000     | Krishna Prasad Bhattarai           | NC      | II      |
| 22 marzo 2000     | 26 luglio 2001    | Girija Prasad Koirala              | NC      | III     |
| 26 luglio 2001    | 4 ottobre 2002    | Sher Bahadur Deuba                 | NC      | II      |
| 4 ottobre 2002    | 11 ottobre 2002   | Gyanendra Bir Bikram Shah Dev      | –       | I       |
| 11 ottobre 2002   | 5 giugno 2003     | Lokendra Bahadur Chand             | RPP-C   | IV      |
| 5 giugno 2003     | 3 giugno 2004     | Surya Bahadur Thapa                | RPP-T   | V       |
| 3 giugno 2004     | 1º febbraio 2005  | Sher Bahadur Deuba                 | NC-D    | III     |
| 1º febbraio 2005  | 30 aprile 2006    | Gyanendra Bir Bikram Shah Dev      | –       | II      |
| 30 aprile 2006    | 18 agosto 2008    | Girija Prasad Koirala              | NC      | IV      |

### Repubblica del Nepal
| Inizio mandato   | Fine mandato     | Primo ministro           | Partito | Mandato |
| ---------------- | ---------------- | ------------------------ | ------- | ------- |
| 18 agosto 2008   | 25 maggio 2009   | Pushpa Kamal Dahal       | CPN-M   | I       |
| 25 maggio 2009   | 3 febbraio 2011  | Madhav Kumar Nepal       | CPN-UML | I       |
| 3 febbraio 2011  | 29 agosto 2011   | Jhala Nath Khanal        | CPN-UML | I       |
| 29 agosto 2011   | 14 marzo 2013    | Baburam Bhattarai        | CPN-M   | I       |
| 14 marzo 2013    | 11 febbraio 2014 | Khil Raj Regmi           | –       | I       |
| 11 febbraio 2014 | 12 ottobre 2015  | Sushil Koirala           | NC      | I       |
| 12 ottobre 2015  | 4 agosto 2016    | Khadga Prasad Sharma Oli | CPN-UML | I       |
| 4 agosto 2016    | 7 giugno 2017    | Pushpa Kamal Dahal       | CPN-M   | II      |
| 7 giugno 2017    | 15 febbraio 2018 | Sher Bahadur Deuba       | NC      | IV      |
| 15 febbraio 2018 | 13 luglio 2021   | Khadga Prasad Sharma Oli | CPN-UML | II      |
| 13 luglio 2021   | 26 dicembre 2022 | Sher Bahadur Deuba       | NC      | IV      |
| 26 dicembre 2022 | 15 luglio 2024   | Pushpa Kamal Dahal       | CPN-M   | III     |
| 15 luglio 2024   | in carica        | Khadga Prasad Sharma Oli | CPN-UML | III     |